# Hrabia Carnarvon

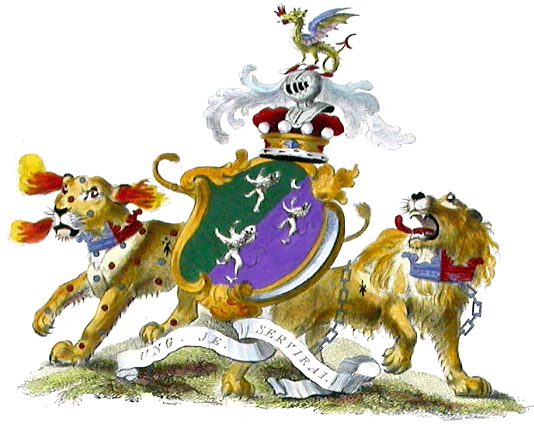
herb hrabiów Carnavon

Hrabowie Carnarvon 1. kreacji (parostwo Anglii)
- dodatkowe tytuły: wicehrabia Ascot, baron Dormer
- 1628–1643: Robert Dormer, 1. hrabia Carnarvon
- 1643–1709: Charles Dormer, 2. hrabia Carnarvon

Hrabiowie Carnarvon 2. kreacji (parostwo Wielkiej Brytanii)
- 1714–1744: James Brydges, 1. hrabia Carnarvon i 1. książę Chandos
- 1744–1771: Henry Brydges, 2. hrabia Carnarvon i 2. książę Chandos
- 1771–1789: James Brydges, 3. hrabia Carnarvon i 3. książę Chandos

Hrabiowie Carnarvon 3. kreacji (parostwo Wielkiej Brytanii)
- Dodatkowy tytuł: baron Porchester
- 1793–1811: Henry Herbert, 1. hrabia Carnarvon
- 1811–1833: Henry George Herbert, 2. hrabia Carnarvon
- 1833–1849: Henry John George Herbert, 3. hrabia Carnarvon
- 1849–1890: Henry Howard Molyneux Herbert, 4. hrabia Carnarvon
- 1890–1923: George Edward Stanhope Molyneux Herbert, 5. hrabia Carnarvon
- 1923–1987: Henry George Alfred Marius Victor Francis Herbert, 6. hrabia Carnarvon
- 1987–2001: Henry George Reginald Molyneux Herbert, 7. hrabia Carnarvon
- 2001 -: George Reginald Oliver Molyneux Herbert, 8. hrabia Carnarvon

Najstarszy syn 8. hrabiego Carnarvon: George Kenneth Oliver Molyneux Herbert, lord Porchester